# История Валахии

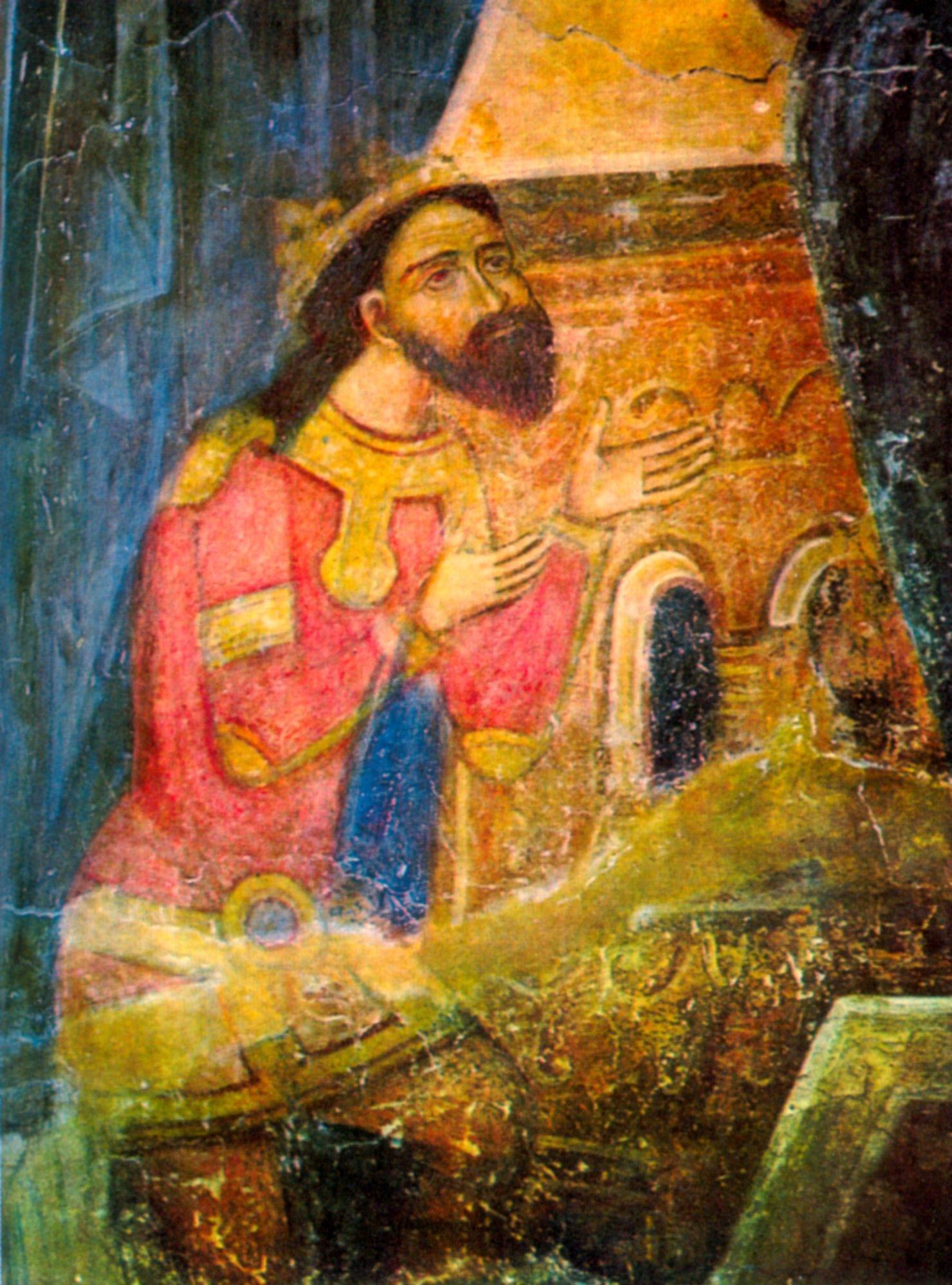
Басараб I молится о победе в битве при Посаде после поражения в битве при Вельбужде.

Валахия никогда не была независимой, но пользовалась разной степенью фактической автономии. После окончания Второго Болгарского царства Валахия продолжала свою жизнь и развитие самостоятельно по традиции с римских времен, поскольку римляне никогда не присоединяли эту территорию к Римской империи после своего ухода из Дакии.
В средние века территория Валахии была неотъемлемой частью Болгарии.
В период 1417—1526 годов вся валашская низменность была буферной зоной османско-венгерских столкновений. В средние века отдельные районы сильно отличались от современных. Западную часть Мунтении к реке Олт, включая Бухарест и окрестности, занимал Кодру Власеи (валашский лес). К востоку от леса находился необитаемый степь Барагана, который вместе с соседней Добруджа был необитаемым или чрезвычайно малолюдным, а поселения располагались вдоль Дуная или у подножия Карпаты. В Олтении, в отличие от Мунтении, жизнь кипела, и король Венгрии вместе с правящим Видинская деспотат регулярно претендовал на этот регион. Олтения была известна как Банат Северин.
Во времена Сулеймана Великолепного и Селима II Валахия с её правителями и обладателями укрепилась и приобрела полного вида православной страны, номинально под властью турецкого султана. Памятником того времени является Собор в Куртя-де-Арджеш.
После смерти Селима II начался период нестабильности и борьбы за власть между семьей Кантакузены и венецианским султаном Валиде, целью которого было захватить Валахию с её ресурсами. Выдающийся представитель Кантакузино — Михай Храбрый. Конец этого периода ознаменовался Сучавским походом Тимоша Хмельницкого.
Вторая половина 17 века — это своего рода второй золотой век для Валахии или время, когда местная культурная традиция приобретает завершенный вид, выражением которого является так называемый брынковянски стиль.
После Прутского похода в правительстве страны начался новый фанариотский период из-за опасений русского влияния и оккупации. В конце концов, с Крымской войной влияние России было нейтрализовано, и на базе Валахии была создана Румыния.